# Josh Parker
Adonte Joshua Parker, detto Josh (Harvey, 23 giugno 1989), è un cestista statunitense.

## Palmarès
- Campionato messicano: 1

Soles de Mexicali: 2019-20
- ProB: 1

Bayer Giants Leverkusen: 2012-13